# フーゴ・プリモツィック
フーゴ・プリモツィック（独: Hugo Primozic 1914年2月16日 - 1996年3月18日）は、ドイツの陸軍軍人。最終階級は陸軍中尉。第二次世界大戦では突撃砲を操り活躍し、その功績から下士官としては初の柏葉付騎士鉄十字章受章に至った。

## 経歴
プリモツィックは1914年2月16日にドイツ帝国領邦ヴュルテンベルク王国バックナングでスロベニア人の父親とドイツ人の母親の下に生まれた。
ドイツ国防軍陸軍に入隊したプリモツィックは、第二次世界大戦が勃発すると野戦砲兵隊砲手としてフランス戦に参戦した。1942年、独ソ戦において第667突撃砲大隊へ配属された彼は、1942年9月15日に数両の突撃砲を率いてソ連戦車部隊への攻撃を開始した。物量差ではドイツ側が不利だったが、最終的に彼はソ連軍戦車24両を撃破する戦果を上げた。突撃砲乗員らは、至近距離から行う1回の砲撃で敵戦車を撃破するというとても危険な戦法で挑んでいった。1942年9月15日の戦闘について、彼は「9月15日にソ連軍が大挙して進軍してきたとき、我々は僅か2両の突撃砲しか用意できていなかった。そのためソ連軍による砲撃が行われている間、我々は溝に身を隠していた。砲撃が収まり、我々が突撃砲で応戦しようとした頃には敵戦車部隊の最前列はすでに我々がいた場所を通り過ぎていた。」と語っている。そのため彼ら突撃砲部隊は早急に移動し、ソ連軍戦車及び歩兵と交戦した。その戦果により、9月19日彼は騎士鉄十字章を受章し、軍曹へ昇進した。
1943年1月までにプリモツィックは計60両の戦車を撃破し、同年1月28日、前述の通り下士官としては初めて柏葉付騎士鉄十字章を受章、同時に少尉へ昇進した。
1996年3月18日、プリモツィックはドイツ・ヘッセン州フルダで死去した。

## 叙勲
- 鉄十字章
  - 二級鉄十字勲章1939年章 （1942年8月18日）[1][注釈 1]
  - 一級鉄十字勲章1939年章 （1942年9月16日）[1][注釈 2]
- 戦傷章
  - 戦傷章黒章 （1942年9月23日）[2]
- 一般突撃章 （1942年12月24日）[2]
- 騎士鉄十字章
  - 騎士鉄十字章 （1942年9月19日、第667突撃砲大隊第2小隊小隊長、曹長として）[3][4]
  - 柏葉付騎士鉄十字章 （1943年1月28日、第667突撃砲大隊第2小隊小隊長、特務曹長として）[3][5]